# María de las Mercedes av Orleans
María de las Mercedes av Orleans (María de las Mercedes Isabel Francisca de Asís Antonia Luisa Fernanda Felipa Amalia Cristina Francisca de Paula Ramona Rita Cayetana Manuela Juana Josefa Joaquina Ana Rafaela Filomena Teresa Santísima Trinidad Gaspara Melchora Baltasara de Todos los Santos), född 24 juni 1860 i Madrid, Spanien, död 26 juni 1878 i Madrid, Spanien; drottning av Spanien; gift med sin kusin Alfons XII av Spanien 1878.

## Biografi

### Tidigt liv
Hon var dotter till Antoine av Orléans, hertig av Montpensier och Luisa av Spanien, som var syster till Isabella II av Spanien.
Hon föddes på Palacio Real de Madrid (kungliga slottet) i Madrid men växte upp i Sevilla. 1872 träffade hon sin kusin, den blivande kung Alfons XII, för första gången och de unga tu förälskade sig inom kort. 19 år gammal tillkännagav Alfons att han hade för avsikt att gifta sig med den 16-åriga Mercedes. Hans mor, drottning Isabella, sägs ha blivit rasande – hon hade nämligen planerat att han skulle ingå äktenskap med den då endast 10-åriga Blanca, dotter till tronpretendenten Don Carlos, hertig av Madrid. Det sägs att Alfons då svarade: "Jag kommer aldrig att gifta mig mot min vilja".
María de las Mercedes var en vacker och spröd ung kvinna, hon hade stora svarta ögon som omgavs av långa ögonfransar och hennes hår var "svart som Andalusiens nätter". 

### Drottning
Förlovningen firades vid en stor bal i december 1877 och bröllopet ägde rum, under stor pompa och ståt, i Atochakyrkan den 23 januari 1878. Deras äktenskap var ett av de mest populära i Spaniens historia och bröllopsfestligheterna var helt enorma, med flaggor, musik, dans och tjurfäktning.
Fem månader senare avled Maria i tyfus; hennes man var helt förtvivlad av sorg och lär aldrig helt ha återhämtat sig från chocken. Hennes lik ikläddes en svart- och vit nunnedräkt och hon fick sin gravplats i El Escorial utanför Madrid; hon fick dock inte vila i den kungliga kryptan, eftersom den endast är avsedd för drottningar som fött en tronarvinge. 
María hade varit en av initiativtagarna till byggandet av en ny kyrka i Madrid, Catedral de la Almudena (mittemot Palacio Real; för övrigt den kyrka där den spanske kronprinsen Felipe av Spanien gifte sig med Letizia Ortiz i maj 2004). Kyrkbyggandet påbörjades 1883. Hennes kropp flyttades dit den 8 november 2000 i enlighet med en önskan som en gång i tiden uttryckts av hennes gemål.